# فانتین سیتی (ویسکانسین)
فانتین سیتی، ویسکانسین  (به انگلیسی: Fountain City) شهری در شهرستان بوفالو ایالت ویسکانسین است که در سال ۱۸۸۹ بنیان‌گذاری شده‌است. این شهر طبق سرشماری سال ۲۰۱۰ میلادی ۸۵۹ نفر جمعیت داشته‌است.

## نگارخانه

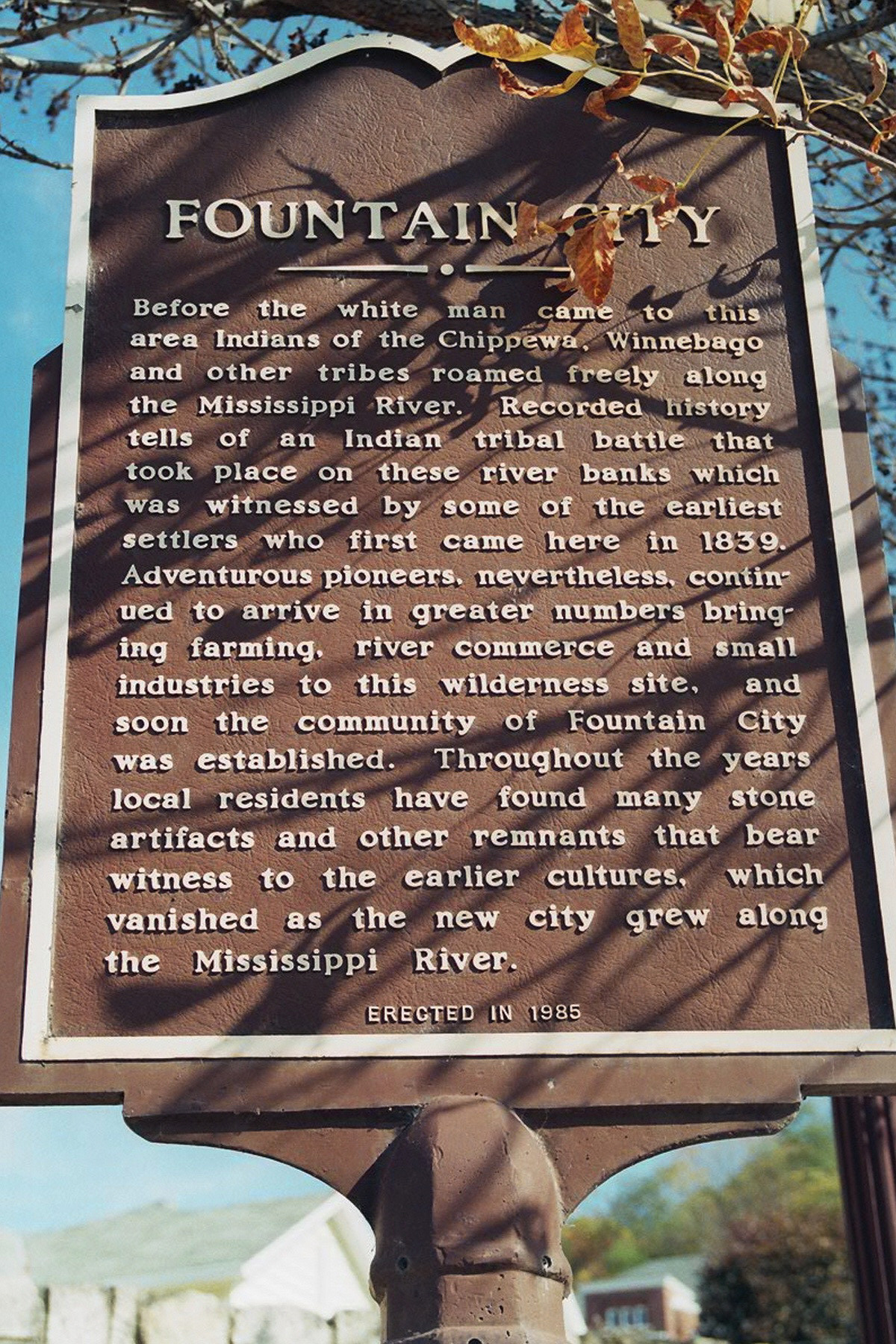
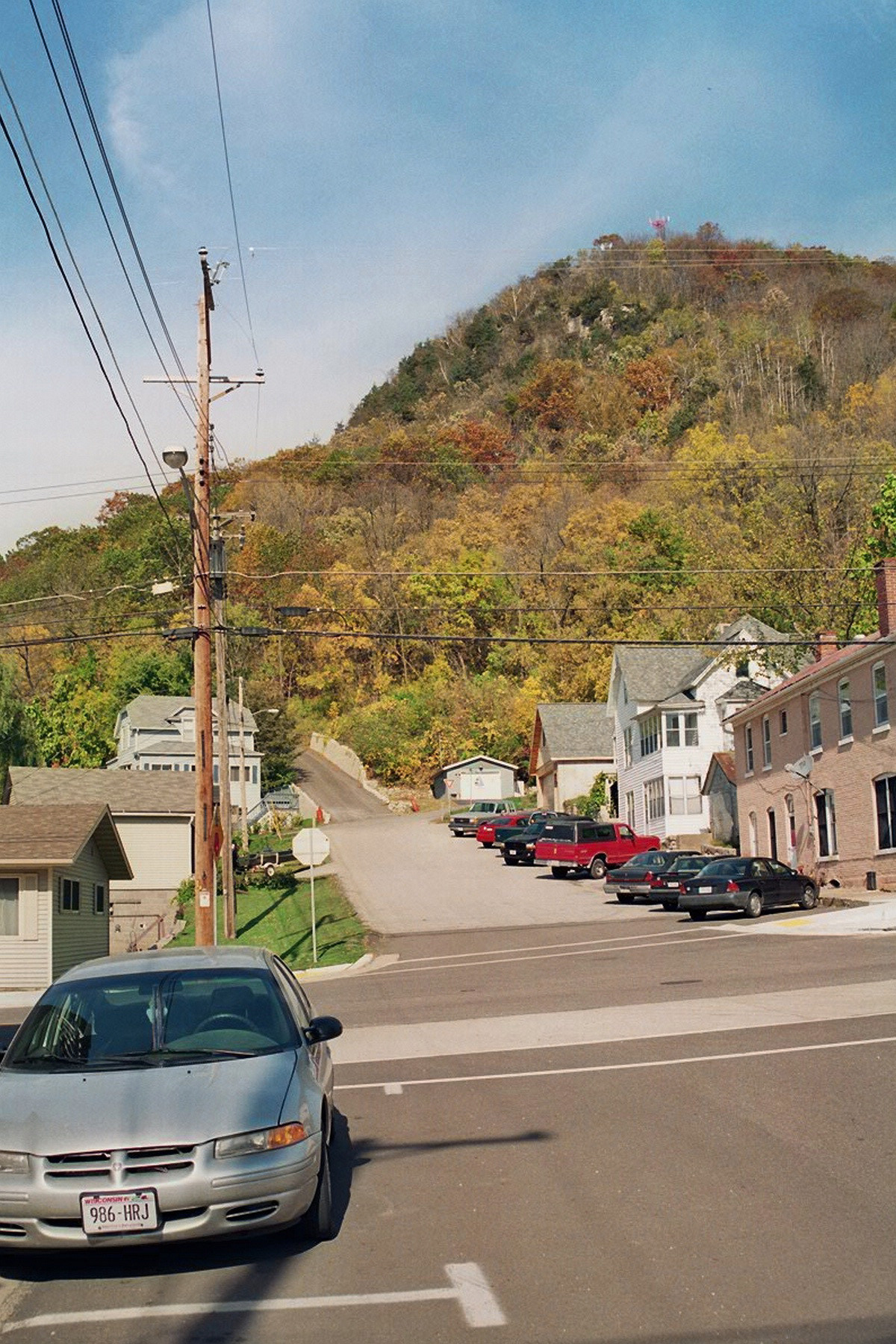
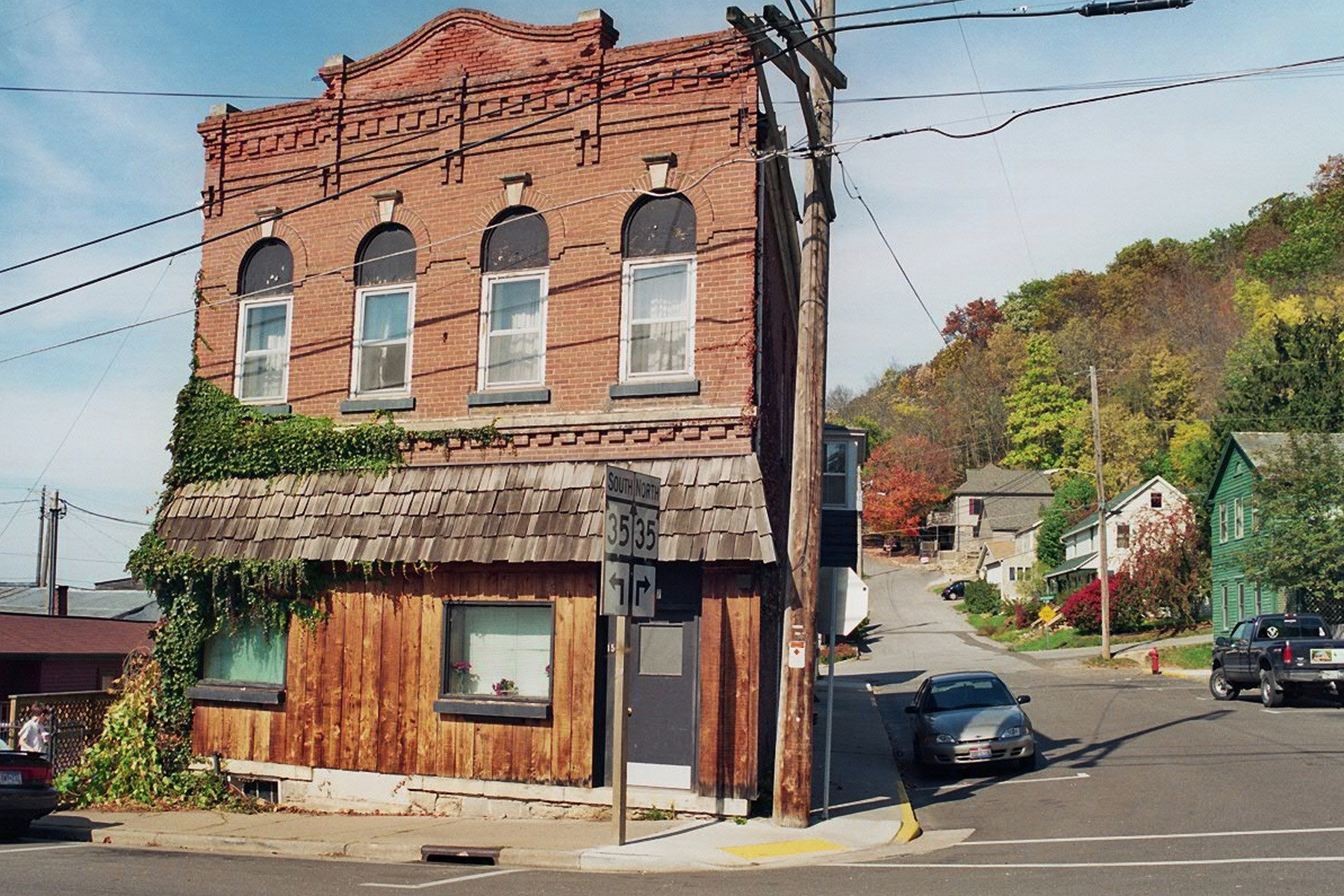
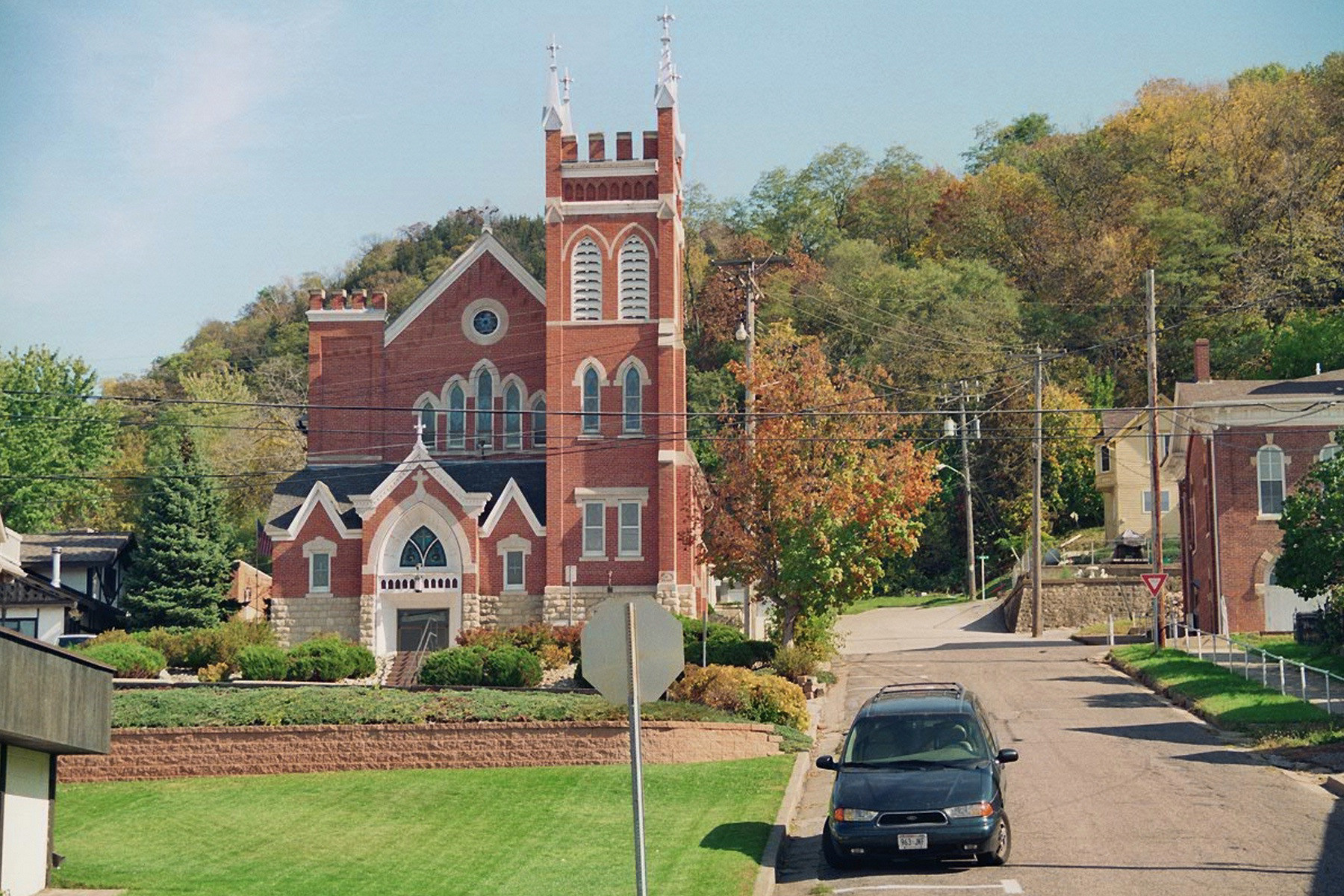
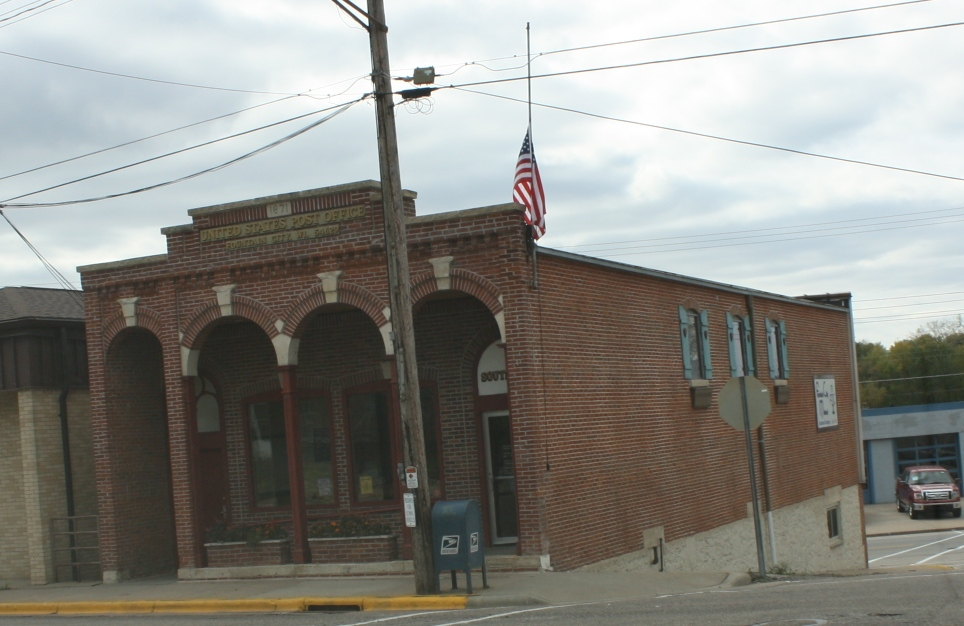
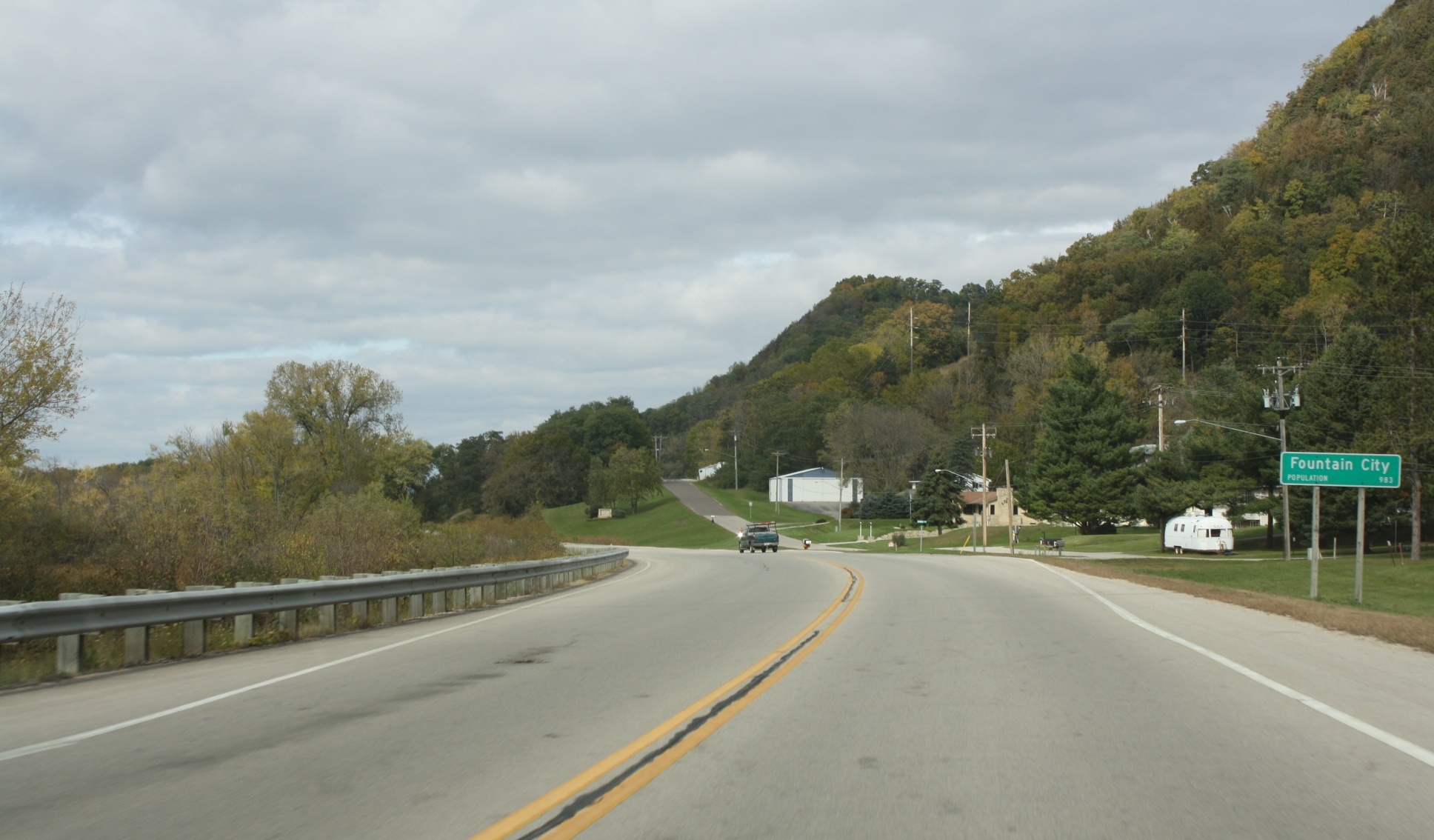